# Церковь Святого Медарда и Святого Гильдарда
Церковь Святого Медарда и Святого Гильдарда (англ. St Medardus and St Gildardus Church) — англиканский храм в Литл Байтам (Линкольншир).
Церковь посвящена двум католическим святым — Медарду и Гильдарду, которые, по легенде, были братьями-близнецами. Хотя во Франции эти святые весьма популярны, в Великобритании им посвящён лишь этот единственный храм.
Строительство церкви велось долгое время начиная с VII века. В её архитектуре просматриваются пять различных стилей, относящихся к разным периодам. Самый ранний из них — англосаксонский; к этому периоду относятся, в частности, алтарная дверь и вырезанные над нею птицы (вероятно, орлы: атрибут святого Медарда). Присутствуют также элементы норманского периода, в том числе тимпан и нижняя часть башни.
Дальнейшее расширение и украшение церкви велось вплоть до XVII века. Для строительства использовались местные материалы: известняк, тёсаный камень, сланец.
В настоящее время церковь является действующей. В 1990 году ей был присвоен статус охраняемого архитектурного памятника.
Рядом с церковью находится кладбище. В числе прочих памятников на нём имеется каменный крест в память о жертвах Первой и Второй мировых войн.